# Kärntner Bauernaufstand 1478

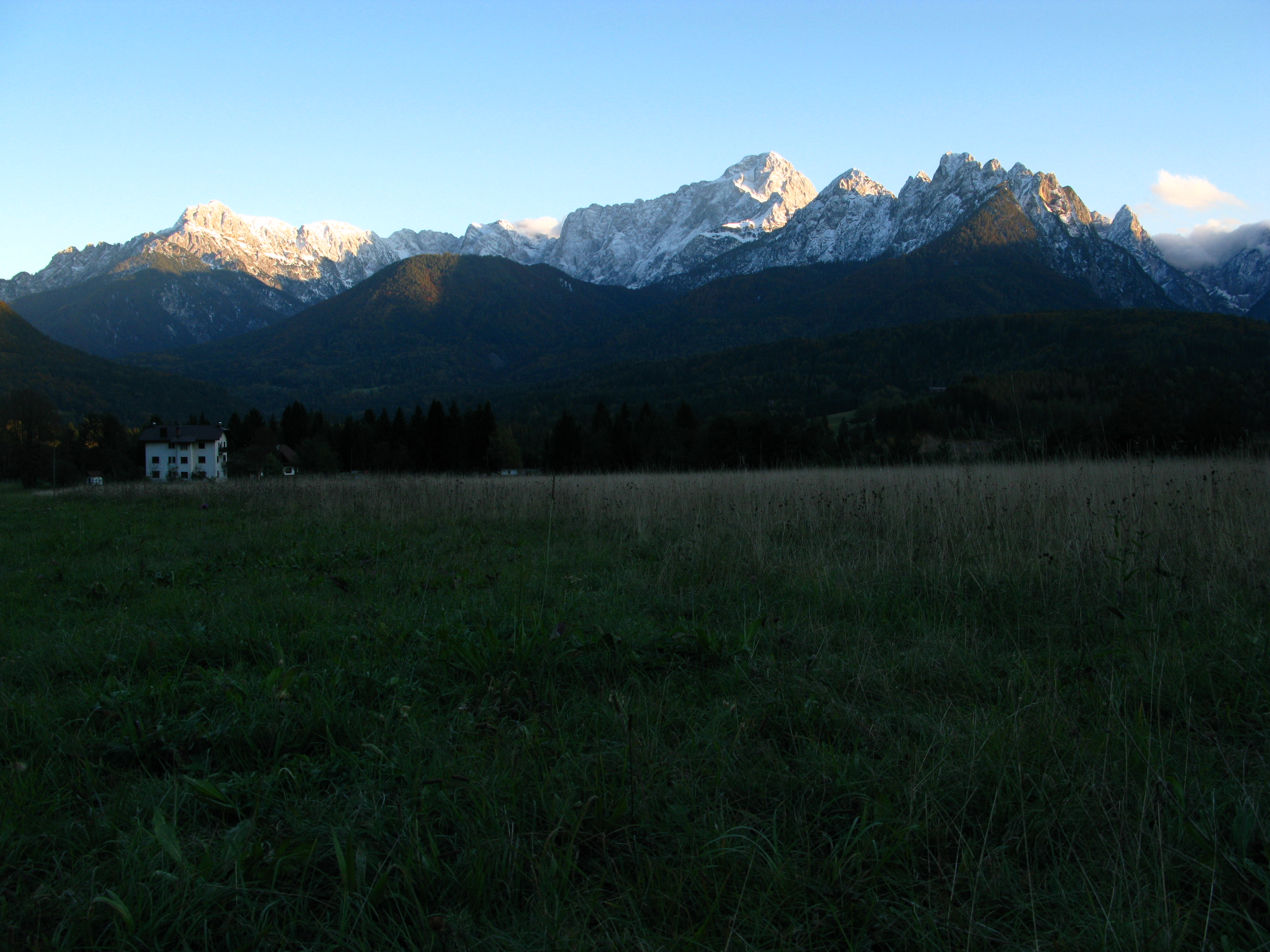
Schlachtfeld Goggauer Wiese bei Tarvis

Der Kärntner Bauernaufstand war ein Bauernaufstand in Kärnten/Österreich im Jahr 1478. Die unter der „Türkengefahr“ (Osmanen) und hohen Rüststeuern leidenden Bauern schlossen sich zum Kärntner Bauernbund unter der Führung von Peter Wunderlich zusammen. Die Bauern rebellierten nicht nur gegen die Obrigkeit, sondern stellten sich selbst den türkischen Reitertruppen entgegen.
In den Jahren 1473 und 1476 kam es zu zwei Türkeneinfällen in Kärnten. Weil die Bauern angesichts der Untätigkeit ihrer Herren sich nicht weiteren Angriffen wehrlos ausgesetzt sehen wollten, organisierten sie sich in einem Kärntner Bauernbund unter der Führung von Peter Wunderlich. Zu der Gründung dieses Bundes am 2. Februar 1478 bei Spittal an der Drau in der Herrschaft Ortenburg schrieb der Chronist Jakob Unrest:
„Do man zahlt nach Christi gepurt 1478 umb Lichtmeß machten die Pawren pey der Traa unter Spital einen Pundt. Sy machten iren punt in kurzen Tagen grosz und ye langer, je grozer und weyter - dersleb Pundt wuch in kurtz als ain klains wasser von ainem groszen Wolckenpruch.“
Der Bauernbund konnte, als die Türken am 25. Juni des Jahres 1478 über den Predil zum dritten Mal eindrangen, auf der „Goggauer Wiese“ bei Coccau (Goggau) in der Nähe von Thörl-Maglern im Kanaltal 3000 Bewaffnete mobilisieren. Angesichts der anstürmenden Reiter ergriff ein großer Teil jedoch die Flucht, so dass die verbliebenen etwa 600 Mann in kurzer Zeit überwältigt wurden. Von 300 Todesopfer wurde berichtet. Übernachtet wurde bei der Burg Straßfried bei Thörl. Den Türken stand damit Kärnten offen und sie plünderten bis weit nach Oberkärnten hinauf. Die St. Georgsritter verließen das zur Festung ausgebaute Stift Millstatt sicherheitshalber nicht, während das Umland verwüstet wurde. In weiterer Folge wurde der Bauernaufstand niedergeschlagen, Peter Wunderlich bei Gmünd gefasst und beim Litzlhof bei Lendorf am Lurnfeld durch Vierteilen grausam hingerichtet.
Wunderlich wird mit jeweils einer Peter-Wunderlich-Straße in Klagenfurt⊙ und Spittal⊙ gedacht.
Der Aufstand ist der älteste bekannte innerösterreichische Bauernaufstand, der insbesondere in den slowenischsprachigen Gebieten Zulauf fand, da dieser Bereich am stärksten unter den Osmanen litten.